# Sola scriptura
Sola scriptura (ablativo che significa "soltanto con le cose scritte") è l'affermazione che unicamente la Bibbia possa e debba essere la regola ultima della fede e della pratica del cristiano. Principio formale del Protestantesimo, esso si distacca dal Cattolicesimo, non accordando alla tradizione valore normativo.

## Il principioSola Scripturanel Protestantesimo
Sola Scriptura è un principio dottrinale fondamentale della Riforma protestante ed è uno dei cinque principi del Protestantesimo. Lutero disse:
L'intenzione della Riforma era di correggere gli errori del Cattolicesimo attraverso l'unicità dell'autorità della Bibbia e di eliminare ogni dogma introdotto dopo i cinque primi concili ecumenici dell'era cristiana.
Il suddetto principio si basa anche su questa citazione della Bibbia:
(Galati 1:8)
Il principio Sola Scriptura è applicato da molte chiese riformate al loro culto comunitario nel concetto di Principio regolatore del culto, laddove si ammette nelle pratiche cultuali solo ciò che è esplicitamente comandato nel Nuovo Testamento, esemplificato o dedotto in modo buono e necessario.

## Eredità
Sola scriptura continua a essere un principio di base del Protestantesimo conservatore e dell'Evangelicalismo, specialmente dove descrivono sé stessi nello slogan "Credenti nella Bibbia".

## La posizione della tradizione cattolica
La Chiesa cattolica ritiene che la rivelazione pubblica del messaggio cristiano si sia conclusa con la morte dell'ultimo degli Apostoli. Tuttavia alla Sacra Scrittura affianca la "tradizione", intesa come dottrina, sentimenti o usanze che non possono essere desunte dalla Bibbia, ma che sono state trasmesse oralmente di generazione in generazione da un'autorità che si presume ispirata. Questa tradizione, per essere considerata valida, deve essere in armonia con quanto trasmesso autorevolmente dagli apostoli e registrato nel Nuovo Testamento. In sostanza l'idea di una subordinazione esclusiva alla parola della Scrittura è estranea già ai Padri della Chiesa, per i quali la Tradizione viva era considerata l'ambiente vitale entro il quale leggere le stesse Sacre Scritture (regula fidei).
Non di rado il Sola Scriptura protestante viene contestato dal Cattolicesimo e dall'Ortodossia per l'inconsistenza biblica di tale principio, mai esplicitato nelle Scritture, che dunque è a sua volta diventato una dottrina umana al pari di quelle che il Protestantesimo si prefiggeva di eliminare.
In effetti la stessa Bibbia afferma: «Perciò, fratelli, state saldi e mantenete le tradizioni che avete appreso sia dalla nostra parola sia dalla nostra lettera.» (2 Tessalonicesi 2:15) e ancora: «E tu, figlio mio, attingi forza dalla grazia che è in Cristo Gesù: le cose che hai udito da me davanti a molti testimoni, trasmettile a persone fidate, le quali a loro volta siano in grado di insegnare agli altri.» (2 Timoteo 2:1-2).